# Rombaken
Rombaken (nordsamisk: Rouppat; den samiske form Ruobbag sandsynligvis lånt fra norsk, og tyder på et oprindeligt efterled -angr, "trang [fjord]",  som i stednavnene Hardanger og Samnanger) er en fjordarm af Ofotfjorden i Narvik kommune i Nordland fylke i Norge.
I bjerget på fjordens sydlige side er Ofotbanen sprængt ind. Omkring fjorden var der hårde kampe under slaget om Narvik i 1940. Under søslaget 13. april 1940 søgte tyske jagere ind til Rombaksbotn. 
Fjorden har indløb mellem Øyjordneset i nord og Narvik by mod syd, hvor den er omkring 344 m dyb, og strækker sig omtrent 20 km i øst-sydøstlig retning ind til fjordbunden,  hvor afstanden til den svenske rigsgrænse kun er ca. 8,2 km.
De inderste ni km af fjorden kaldes Rombaksbotn, som adskilles ved Straumen, hvor der går en moræneryg fra sidste istid ind i fjorden nordfra og danner en ca. 360 meter bred passage mellem den bredere ydre del og den smallere indre del.
Fjorden ligger mellem bjergene Dalstind i nord og Rombakstøtta i syd. Videre langs Rombaksbotnen ligger Haugfjell på nordsiden, mens Langryggen og Sildviktinden ligger på sydsiden. Rombakselven har udløb i fjordbunden.

## Bebyggelser
Bosætningen langs Rombaken ligger som et bælte langs Europavejen med Øyjord på nordsiden og Straumsnes på sydsiden som de største steder. Omtrent midt mellem Narvik by og Straumsnes ligger industriområdet Djupvik. De mindre bebyggelser Leirvik, Trældal, Nygård og Hergot ligger mellem Øyjord og Rombaksbroen. Der er i dag ingen bosætning af betydning langs Rombaksbotn.

## Trafik
- E6 går langs nord- og sydsiden af Rombaken fra Øyjord til Narvik, og krydser Straumen via den 765 meter lange Rombaksbroen.
- E10 følger traséen til E6 mellem Trældal og Bjerkvik.
- Fv765 går fra E6/E10 til Øyjorda.
- Den kommunale Sildvikvejen går fra E6 og halvvejs indover Rombaksbotn til Ytter-Sildvik.
- Ofotbanen med Straumsnes og Rombak stationer på sydsiden af fjorden.

- I 1927 blev der oprettet færgeforbindelse med sommerdrift mellem Narvik og Øyjord. Helårsdrift fra omkring 1930 til 1964.[4]